# Weißer Turm (Bergen-Enkheim)

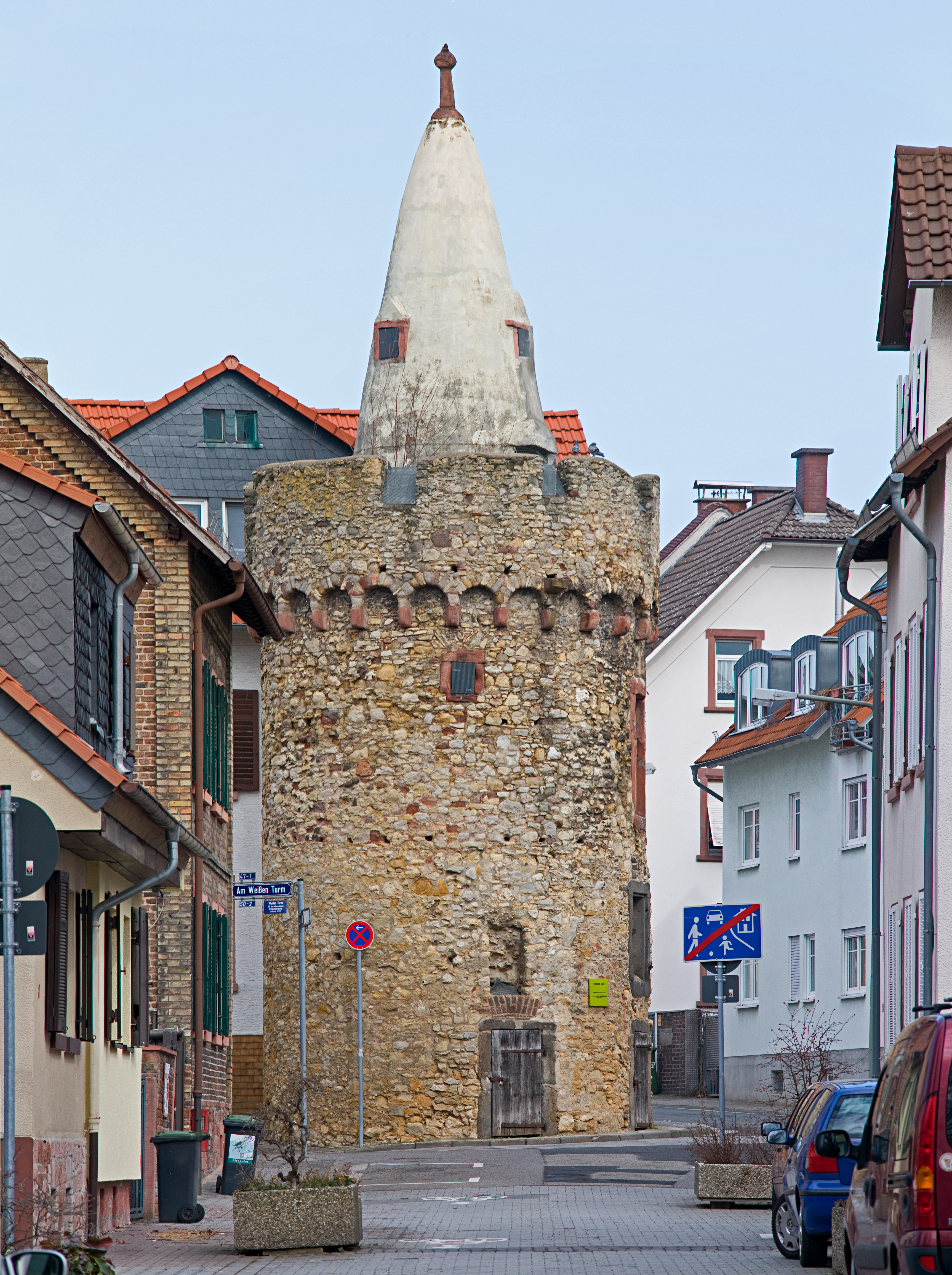
Der Weiße Turm in Bergen

Der Weiße Turm ist der Rest einer mittelalterlichen Befestigungsanlage im Ortsteil Bergen des Frankfurter Stadtteils Bergen-Enkheim. Der spätgotische Wehrturm wurde im Jahr 1472 fertiggestellt. Er war Teil der ab 1440 errichteten Befestigung Bergens, das zum Herrschaftsbereich der Grafschaft Hanau-Münzenberg gehörte. Die Berger Befestigung umfasste zwei Tortürme, drei Türme und fünf Rondelle. Die Hanauer Grafen wollten mit der Befestigung Bergens ihr Territorium gegen die benachbarte Freie Reichsstadt Frankfurt und deren Landwehr absichern, da Frankfurt und Hanau um Machtansprüche stritten. Im 19. Jahrhundert wurde die Berger Befestigungsanlage abgetragen, der Weiße Turm entging nur knapp dem Abriss.